# Ludovic Trarieux

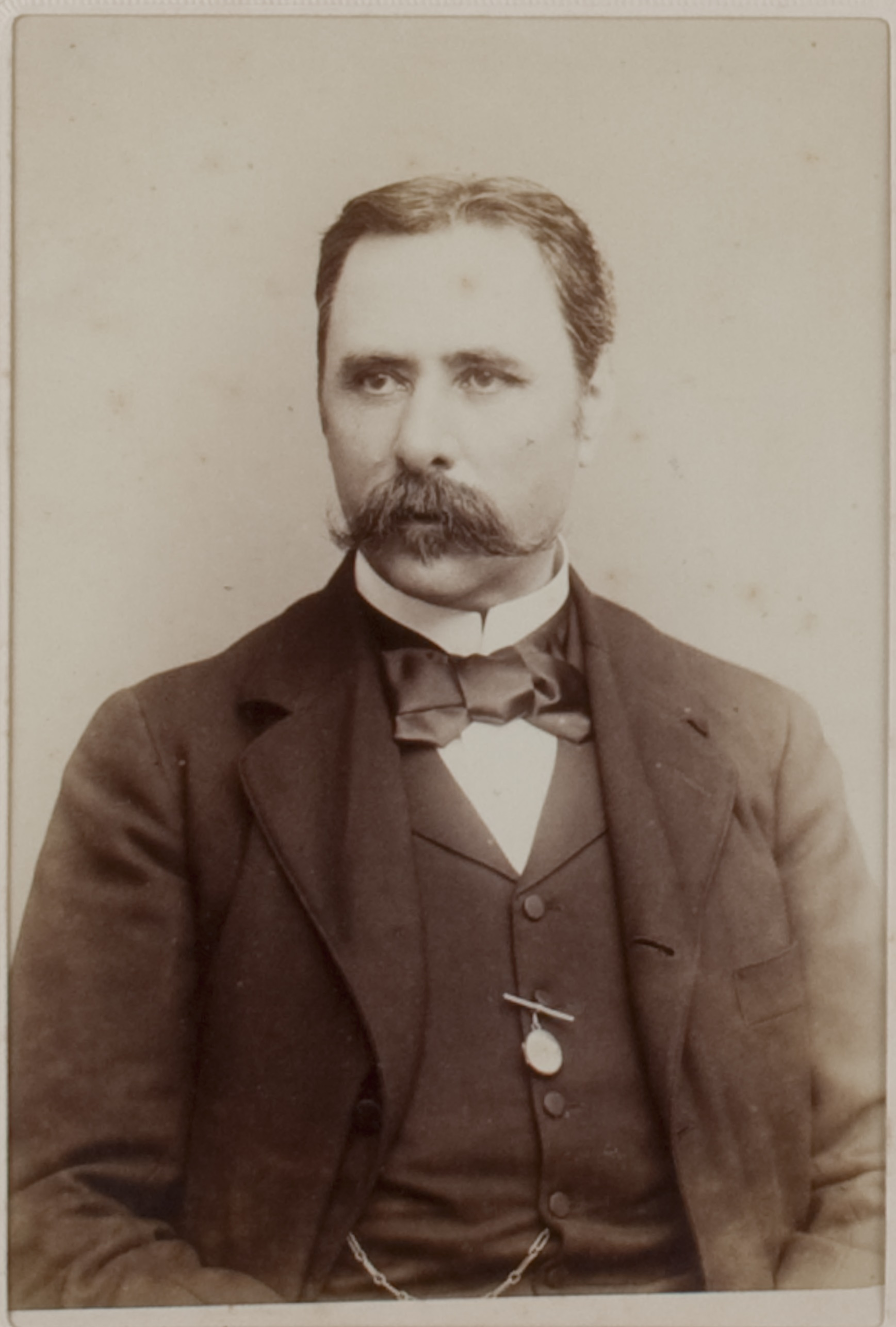
Ludovic Trarieux.

Jacques Ludovic Trarieux, född den 30 november 1840, död den 13 mars 1904, var en fransk politiker, far till författaren Gabriel Trarieux. 
Trarieux studerade juridik och blev advokat i Bordeaux, valdes till medlem av deputeradekammaren 1879 och tog plats bland republikanska vänstern. Han stod efter 1881 utom det politiska livet, till dess han 1888 valdes till senator för departementet Gironde. Trarieux var justitieminister i Ribots ministär 1895 och återvaldes till senator 1897. I rättegången mot Zola 1898 tog han öppet parti för denne. Ivrig fredsvän deltog han i en hel del internationella fredskonferenser. Han deltog även i delegationen som for till Sankt Petersburg med den europeiska adressen sommaren 1899 för Finlands sak.